# Hans Juring
Hans Juring var en svensk borgmästare.

## Biografi
Hans Juring var son till kyrkoherden Nicolaus Andreæ Juringius i Jönköping och Agneta Gudmundsdotter i Jönköping. Han var borgmästare i Kristianstads stad.

### Familj
Juring var gift med Margareta Weinheim (död 1677). Hon var dotter till guvernementskamreren Arvid Weinheim. De fick tillsammans barnen Catharina Billingsköld som var gift med tullnären Salomon Westersköld och assessorn Anders Lilljenberg, löjtnanten Arvid Billingsköld (1663–1691) vid drottningens livregemente till fot och Agneta Billingsköld (död 1702) som var gift med överkommissarien Gabriel Hilletan och häradshövdingen Peter Rosentwist. Efter Jurings död gifte Weinheim om sig med kammarrådet Hans Billingsköld, vilket gjorde att barnen fick adelsnamnet Billingsköld.